# Terlan
Terlan (wł. Terlano) – miejscowość i gmina we Włoszech, w regionie Trydent-Górna Adyga, w prowincji Bolzano (Tyrol Południowy).
Liczba mieszkańców gminy wynosiła 4132 (dane z roku 2009). Język niemiecki jest językiem ojczystym dla 86,62%, włoski dla 13,09%, a ladyński dla 0,3% mieszkańców (2001).